# Walt Disney World Resort
A Walt Disney World Resort, más néven Walt Disney World vagy Disney World a The Walt Disney Company által 1971-ben október 1-én megnyitott szórakoztató park. Az Amerikai Egyesült Államokban, Florida államban, Lake Buena Vistában található, Orlandótól nem messze. Az üdülőhelyet a Disney Parks, Experiences and Products, a The Walt Disney Company egyik részlege üzemelteti. A terület közel 25 000 hektár (39 négyzetmérföld; 101 km²), amelynek a felét használják. Négy vidámpark (Magic Kingdom, Epcot, Disney's Hollywood Studios és Disney's Animal Kingdom), 2 vízipark (Disney's Blizzard Beach és Disney's Typhoon Lagoon), 31 tematikus üdülőszálló, 9 nem Disney-szálloda, több golfpálya, egy kemping és egyéb szórakozóhelyek, köztük a Disney Springs szabadtéri bevásárlóközpont található itt. A Walt Disney World 2021. október 1-jén kezdte meg 50 éves fennállásának ünneplését, amely 18 egymást követő hónapon át tartott, és 2023. március 31-én ért véget.
Az 1955-ben megnyitott, kaliforniai Anaheimben található Disneyland kiegészítésére tervezett komplexumot Walt Disney fejlesztette ki az 1960-as években. A "The Florida Project", ahogyan nevezték, egy sajátos víziót kívánt bemutatni a maga változatos attrakcióival. Walt Disney eredeti terveiben szerepelt egy "A jövő kísérleti prototípusközössége" (EPCOT) is, amely egy olyan tervezett közösség volt, amely az új városi életmódbeli innovációk tesztelésére szolgált volna. Walt Disney 1966. december 15-én, a komplexum kezdeti tervezése közben halt meg. Halála után a vállalat azon birkózott, hogy megvalósítsák-e a Disney World projektet; Walt idősebb testvére, Roy O. Disney azonban előbújt a nyugdíjas éveiből, hogy Walt legnagyobb álmát megvalósítsa. Az építkezés 1967-ben kezdődött, a vállalat ehelyett egy Disneylandhez hasonló üdülőhelyet épített, felhagyva a tervezett közösségre vonatkozó kísérleti elképzelésekkel. A Magic Kingdom volt az első vidámpark, amely 1971-ben nyílt meg a komplexumban, ezt követte az Epcot (1982), a Disney's Hollywood Studios (1989) és a Disney's Animal Kingdom (1998). Roy volt az, aki ragaszkodott ahhoz, hogy az egész komplexum nevét Disney Worldről Walt Disney Worldre változtassák, biztosítva, hogy az emberek emlékezzenek arra, hogy a projekt Walt álma volt.
2018-ban a Walt Disney World volt a világ leglátogatottabb üdülőhelye, évente átlagosan több mint 58 millió látogatóval. 2018-ban az üdülőhely a Disney világméretű vállalati vállalkozásának zászlóshajója, és az amerikai kultúra népszerű alapdarabjává vált. 2020-ban a Walt Disney Worldöt választották a 2020-as NBA-buborék házigazdájának, hogy a Nemzeti Kosárlabda Szövetség (NBA) 2019-20-as szezonjának játékát az ESPN Wide World of Sports Complexben folytassák. A Walt Disney World is az FAA tiltott légtérzónájába tartozik, amely az Egyesült Államok szövetségi kormányának jóváhagyása nélkül minden légtérbeli tevékenységet korlátoz, beleértve a drónok használatát is; ez a védelmi szint egyébként csak az amerikai kritikus infrastruktúrára (mint például a Pantex atomfegyvergyár), a katonai bázisokra, a Washington, DC Metropolitan Area Special Flight Rules Area-ra, a hivatalos elnöki utazásokra és Camp Davidre vonatkozik.
2022. április 22-én Ron DeSantis floridai kormányzó aláírta azt a törvényjavaslatot, amely 2023 júniusára hivatalosan is megfosztja a Walt Disney Company-t a Walt Disney World körüli területen régóta fennálló önkormányzati státuszától. A Disney különleges státuszának visszavonását széles körben a vállalat elleni megtorlásnak tekintették, amiért az ellenezte a floridai szülői jogokról szóló törvényt az oktatásban, amelyet a kritikusok "Ne mondd, hogy meleg" törvényjavaslatként ismertek.

## Tervezés és kivitelezés

### Koncepció

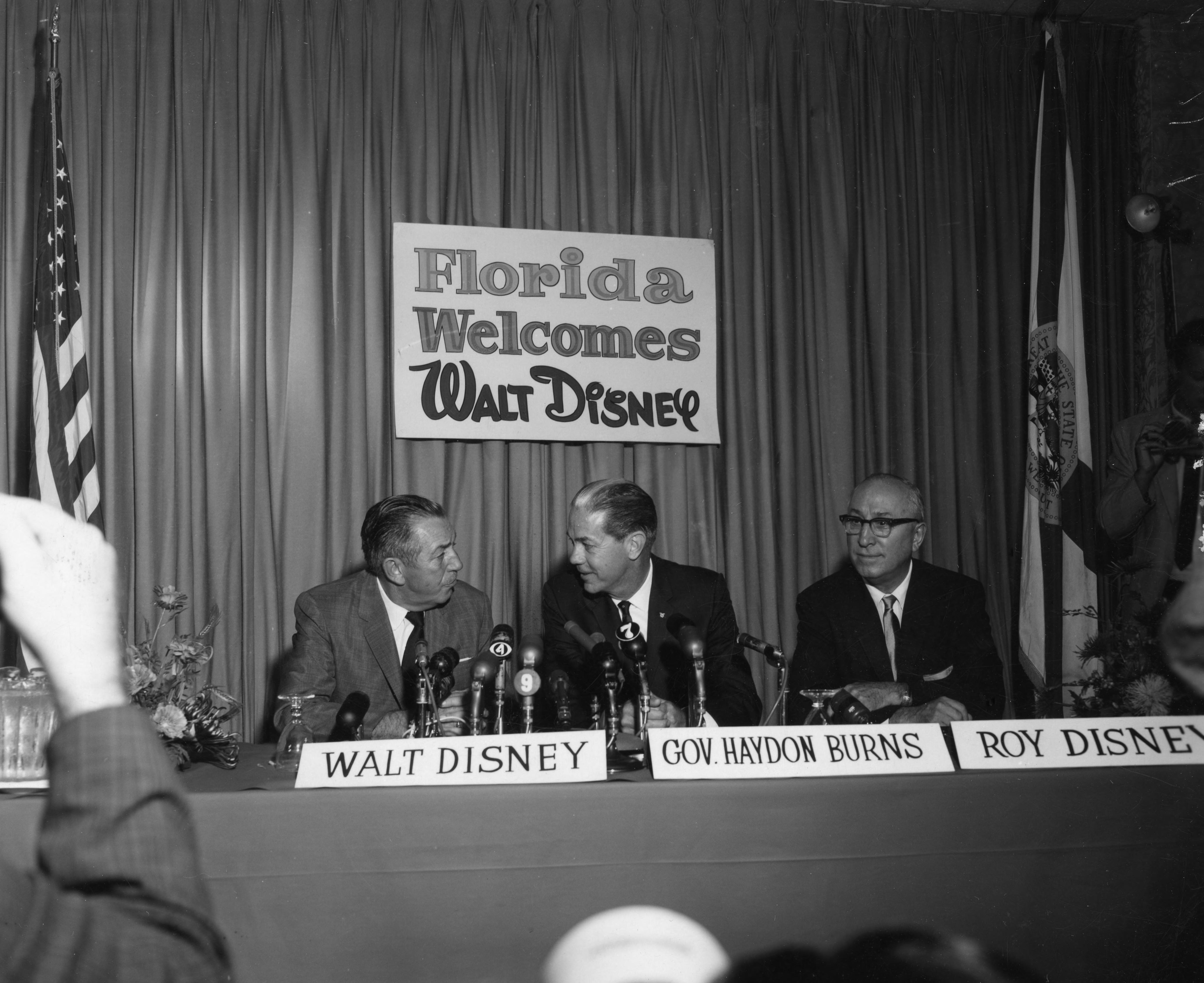
Walt Disney (balra) testvérével, Roy O. Disney-vel (jobbra) és Florida akkori kormányzójával, W. Haydon Burns-szel (középen) 1965. november 15-én, amikor nyilvánosan bejelentették a Disney World létrehozását

1959-ben a Walt Disney Productions elkezdett telkeket keresni egy második üdülőhelynek, amely kiegészítené az 1955-ben megnyitott Disneylandet a kaliforniai Anaheimben. Az akkori piaci felmérésekből kiderült, hogy Disneyland látogatóinak mindössze 5%-a érkezett a Mississippitől keletre, ahol az Egyesült Államok lakosságának 75%-a élt. Emellett Walt Disney-nek nem tetszettek a Disneyland körül kialakult vállalkozások, és a következő projektben nagyobb területet akart ellenőrizni.
Walt Disney 1963 novemberében átrepült egy lehetséges helyszín felett a floridai Orlandóban. Miután szemtanúja volt a jól kiépített úthálózatnak, és figyelembe vette a 4-es autópálya és a Florida's Turnpike tervezett építését is, valamint a McCoy légibázist (a későbbi Orlandói nemzetközi repülőtér) keletre, Disney egy központi fekvésű helyszínt választott a Bay Lake közelében. A fejlesztést házon belül "The Florida Project"-ként emlegették. A kirobbanó földspekuláció elkerülése érdekében a Walt Disney Productions különböző álcégek segítségével 27 443 hektár (43 négyzetmérföld; 111 km²) földterületet szerzett meg. 1965 májusában néhány ilyen jelentős földügyletet Orlandótól néhány mérföldre délnyugatra, Osceola megyében jegyeztek fel. Ezen kívül két nagy területet adtak el összesen 1,5 millió dollár értékben, és kisebb síkvidéki és szarvasmarha legelőket vásároltak egzotikus nevű társaságok, mint például az "Ayefour Corporation", a "Latin-American Development and Management Corporation" és a "Reedy Creek Ranch Corporation". Néhányuknak ma a Main Street, U.S.A. feletti ablakon állítanak emléket a Magic Kingdomban. A megszerzett kisebb földrészleteket "outs"-nak nevezték el. Ezek öt acre (2 hektár) nagyságú telkek voltak, amelyeket 1912-ben a Munger Land Company parcellázott és adott el befektetőknek. A legtöbb tulajdonos az 1960-as években örült, hogy megszabadulhatott a földtől, amely akkoriban nagyrészt mocsár volt. Egy másik kérdés a földterület ásványkincs-jogai voltak, amelyek a Tufts Egyetem tulajdonában voltak. E jogok átruházása nélkül a Tufts bármikor bejöhetett volna, és követelhette volna az épületek eltávolítását az ásványkincsek megszerzése érdekében. Végül a Disney csapata alkut kötött a Tufts-szal, hogy 15 000 dollárért megvásárolja az ásványkincs-jogokat.
Szigorúan titokban dolgozva, az ügyfelük kilétét nem ismerő ingatlanügynökök 1964 áprilisában kezdtek ajánlatokat tenni a földtulajdonosoknak Orange megye délnyugati és Osceola megye északnyugati részén. Az ügynökök gondosan ügyeltek arra, hogy ne fedjék fel szándékaik mértékét, és számos földszerződést tudtak kialkudni néhány földtulajdonossal, köztük nagy földterületeket, mindössze 100 dollárért hektáronként. Mivel tudták, hogy az első okiratok bejegyzése intenzív közvélemény-kutatást váltana ki, Disney addig késleltette a papírmunkák benyújtását, amíg a földek nagy része szerződés alá nem került.
A földvásárlással kapcsolatos korai pletykák és spekulációk feltételezték, hogy a NASA a közeli Kennedy Űrközpont támogatására építheti be a területet, valamint más híres befektetőkre, például Fordra, Rockefellerékre és Howard Hughesra is utaltak. Egy hetekkel később, 1965. május 20-án megjelent Orlando Sentinel hírcikk megerősítette azt a népszerű pletykát, hogy Disney a Disneyland "keleti parti" változatát építi. A kiadvány azonban cáfolta annak helyességét egy korábbi, Disneyvel a Kennedy Űrközpontban készült interjú alapján, amelyben azt állította, hogy 50 millió dolláros beruházás van készülőben Disneyland számára, és hogy nem érdekli egy új park építése. 1965 októberében Emily Bavar, a Sentinel szerkesztője ellátogatott Disneylandbe a park 10 éves évfordulójának ünneplése során. Egy interjúban megkérdezte Disney-től, hogy ő áll-e a Közép-Floridában nemrégiben történt földvásárlások mögött. Bavar később leírta, hogy Disney "úgy nézett, mintha egy vödör vizet öntöttem volna az arcába", majd tagadta a történetet. A reakciója, kombinálva az anaheimi látogatása során szerzett egyéb kutatásokkal, arra késztette Bavarot, hogy 1965. október 21-én írjon egy cikket, amelyben megjósolta, hogy Disney egy második vidámparkot épít Floridában. Három nappal később, miután több információt gyűjtött különböző forrásokból, a Sentinel egy másik cikket tett közzé "We Say: 'Mystery Industry' Is Disney" címmel.
Walt Disney eredetileg 1965. november 15-én tervezte nyilvánosan bemutatni a Disney Worldöt, de a Sentinel történetének fényében Disney október 25-én megkérte Haydon Burns floridai kormányzót, hogy erősítse meg a hírt. Az ő bejelentése az új vidámparkot "Florida történetének legnagyobb attrakciójának" nevezte. A hivatalos leleplezést megtartották a korábban tervezett november 15-i időpontban, és Disney csatlakozott Burnshez Orlandóban az eseményen.

## Képgaléria

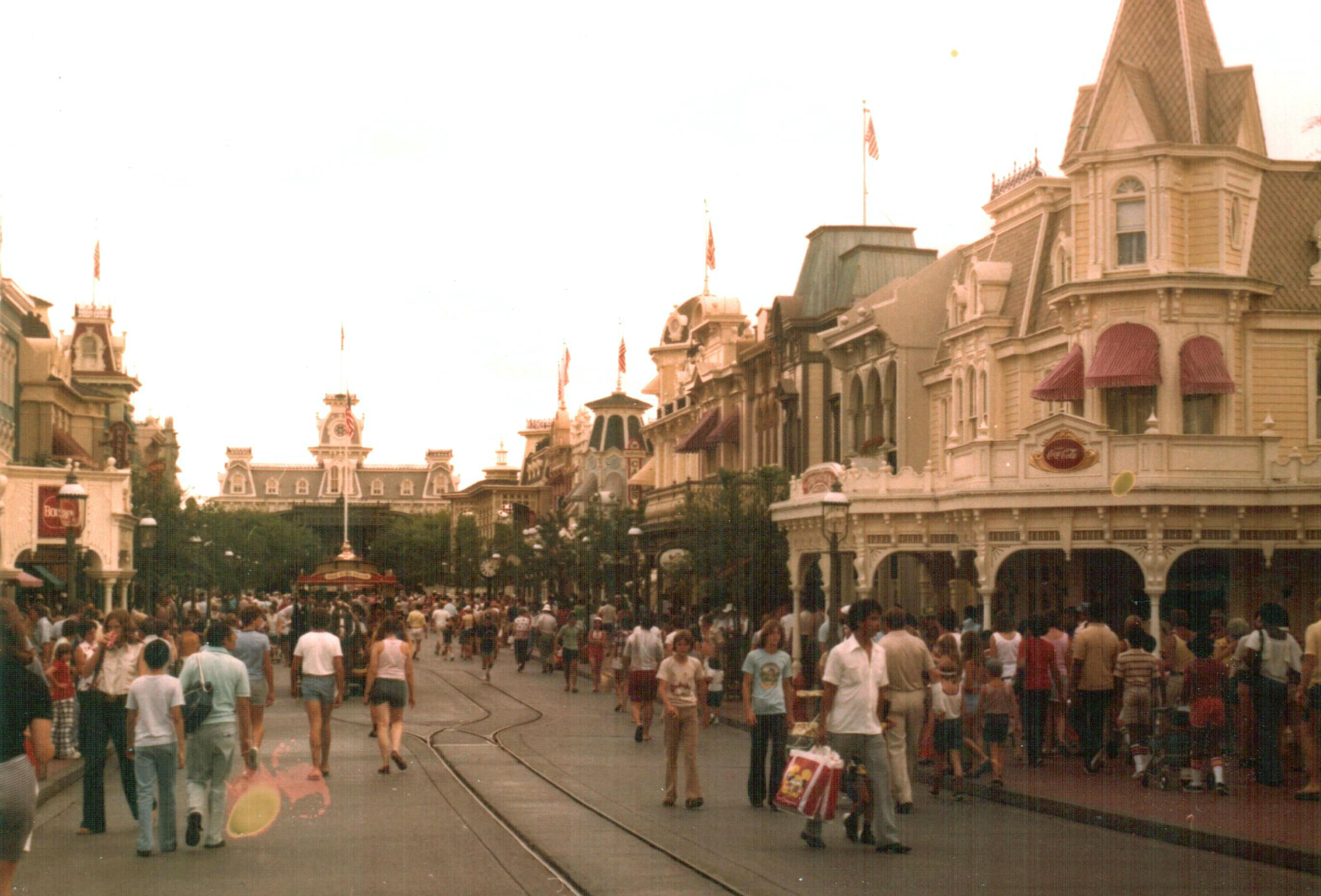
Disneyland - Florida, 1977 augusztusa
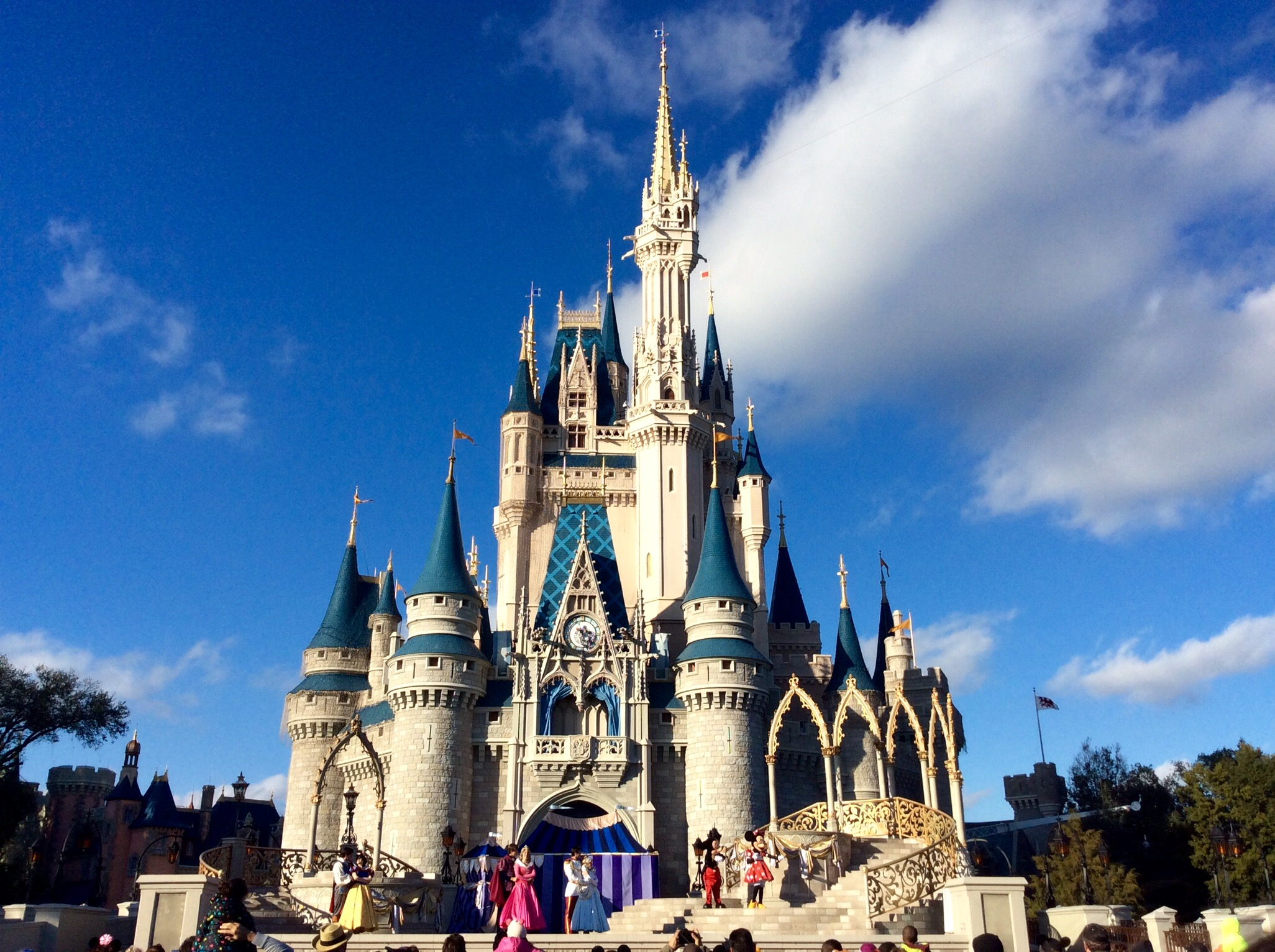
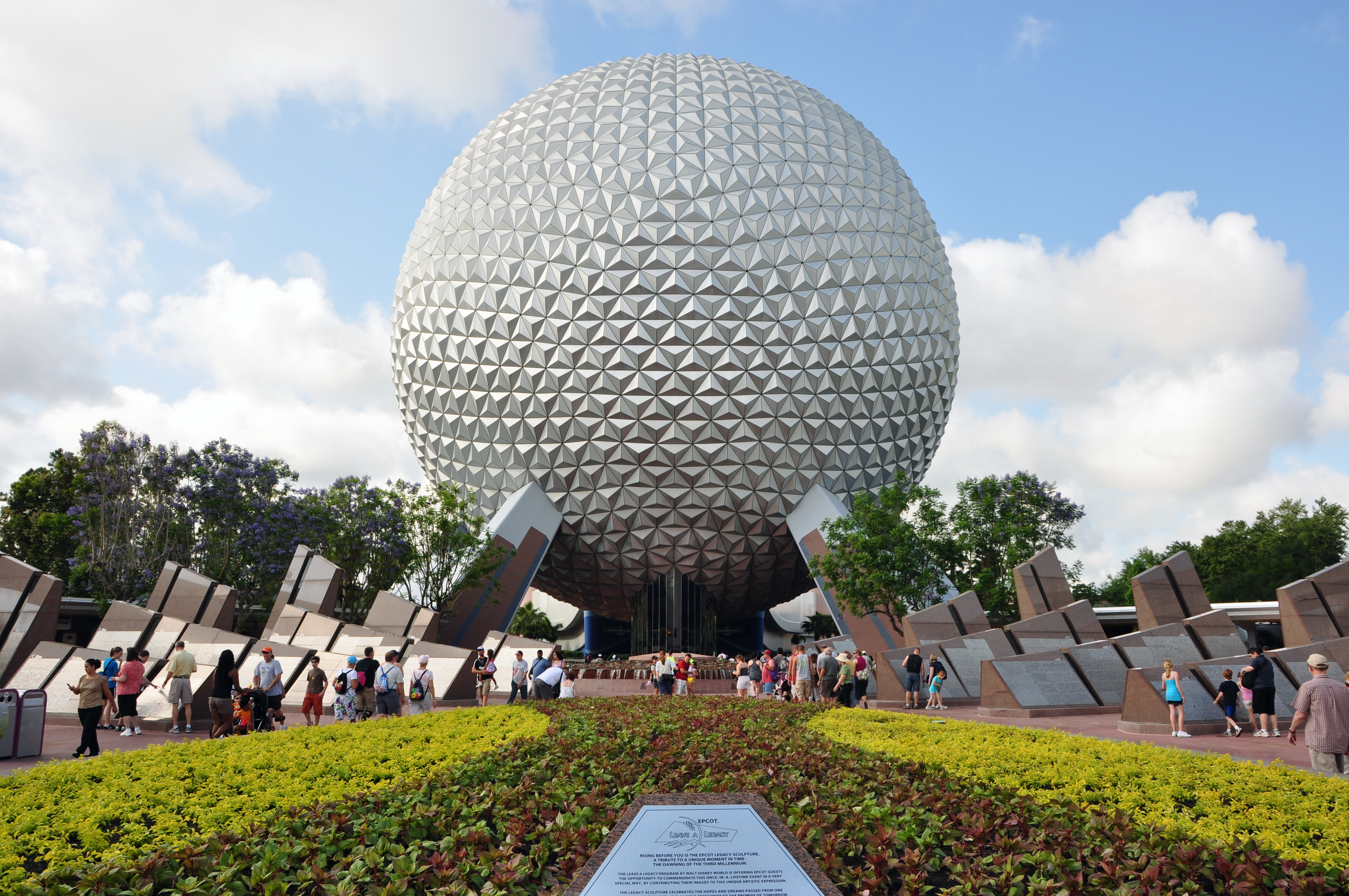
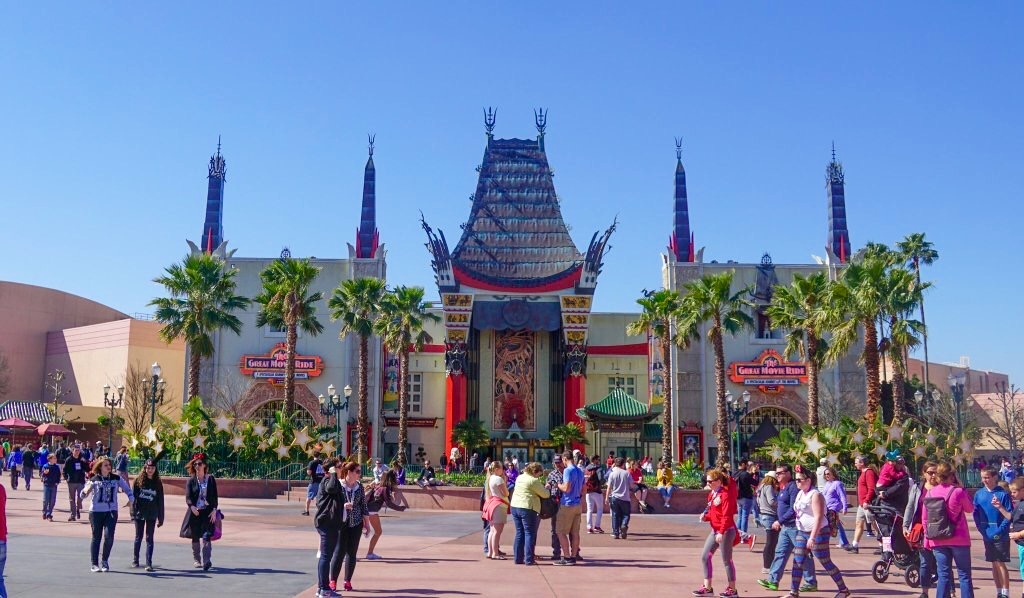
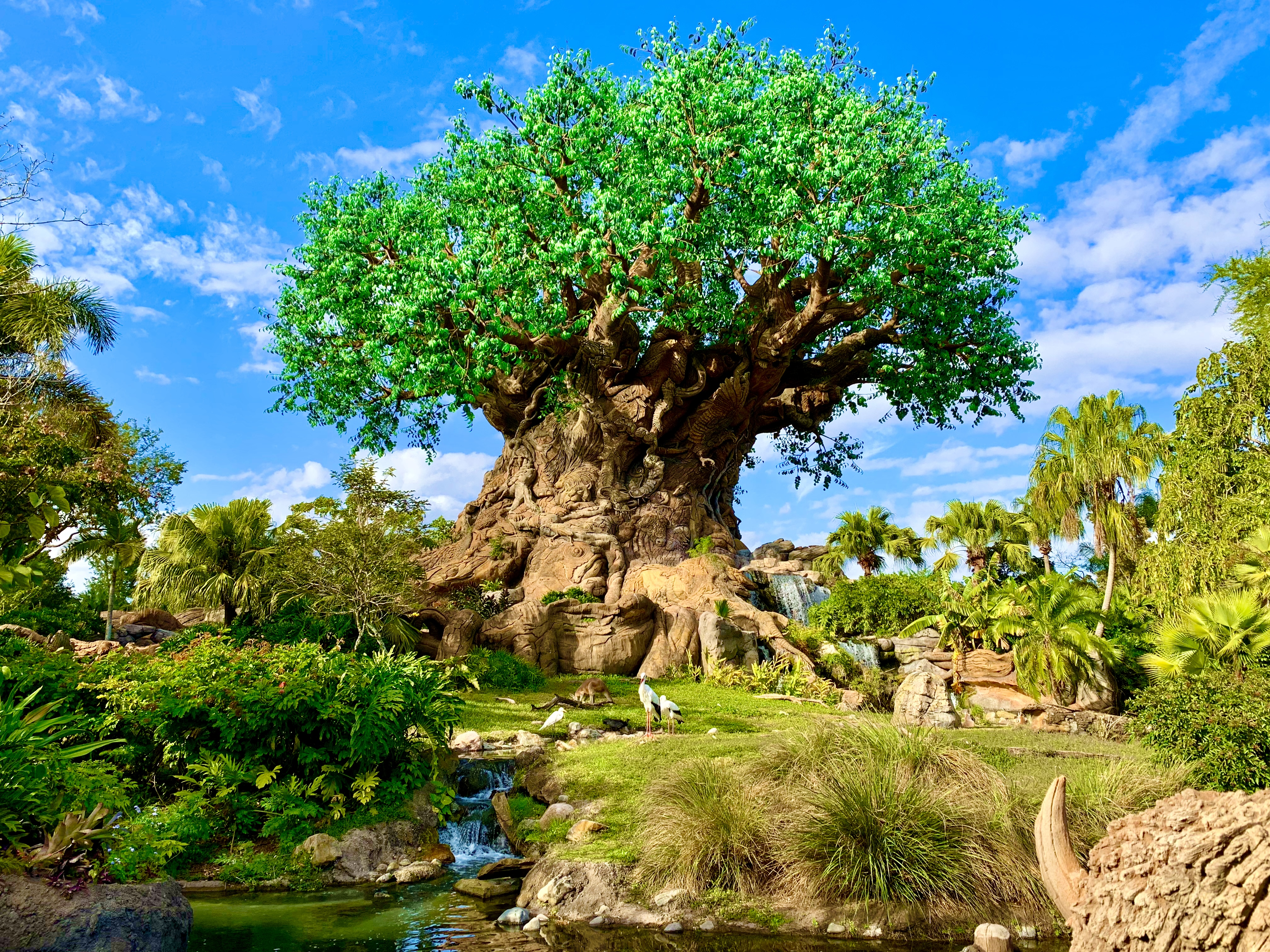
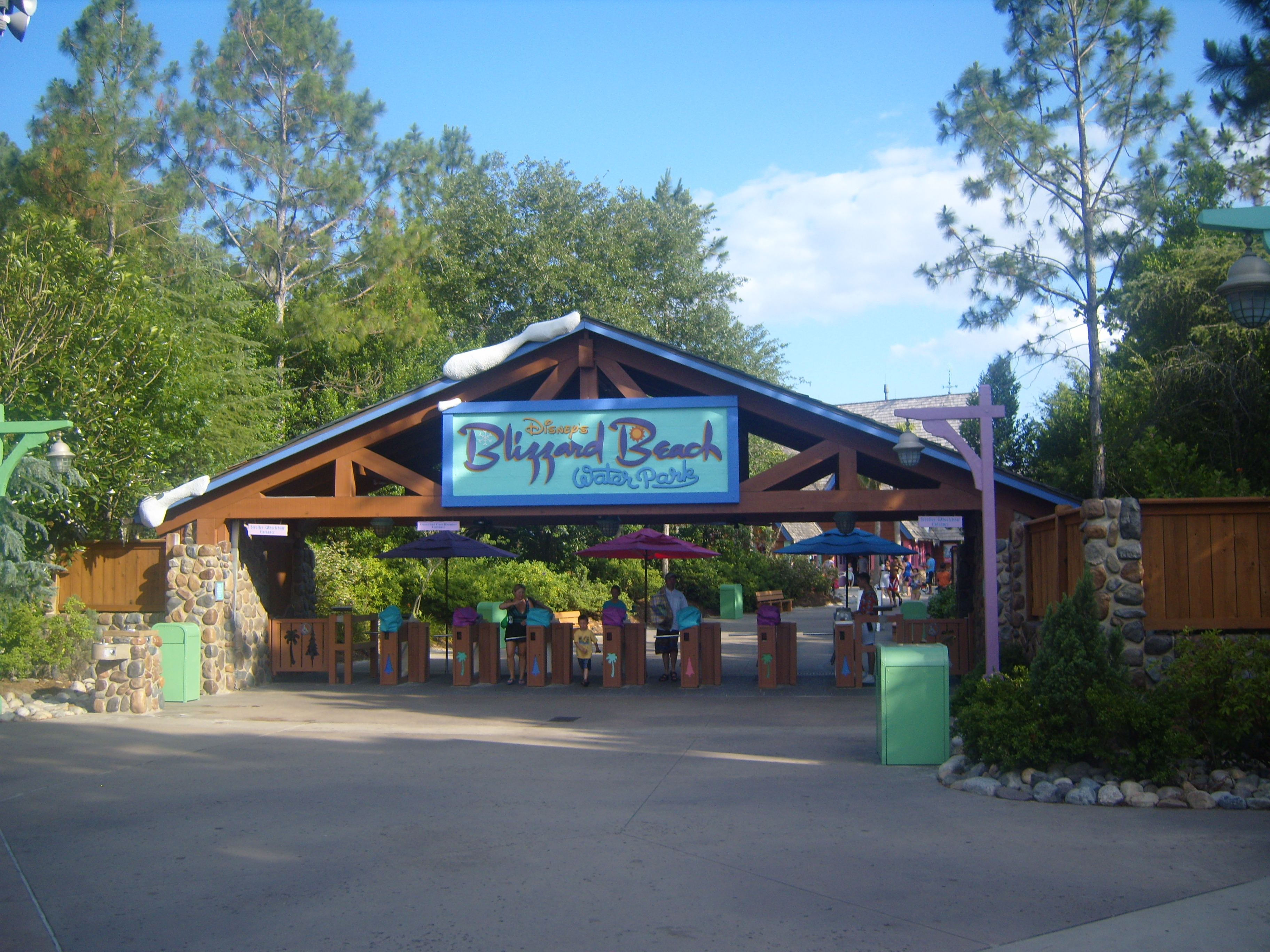
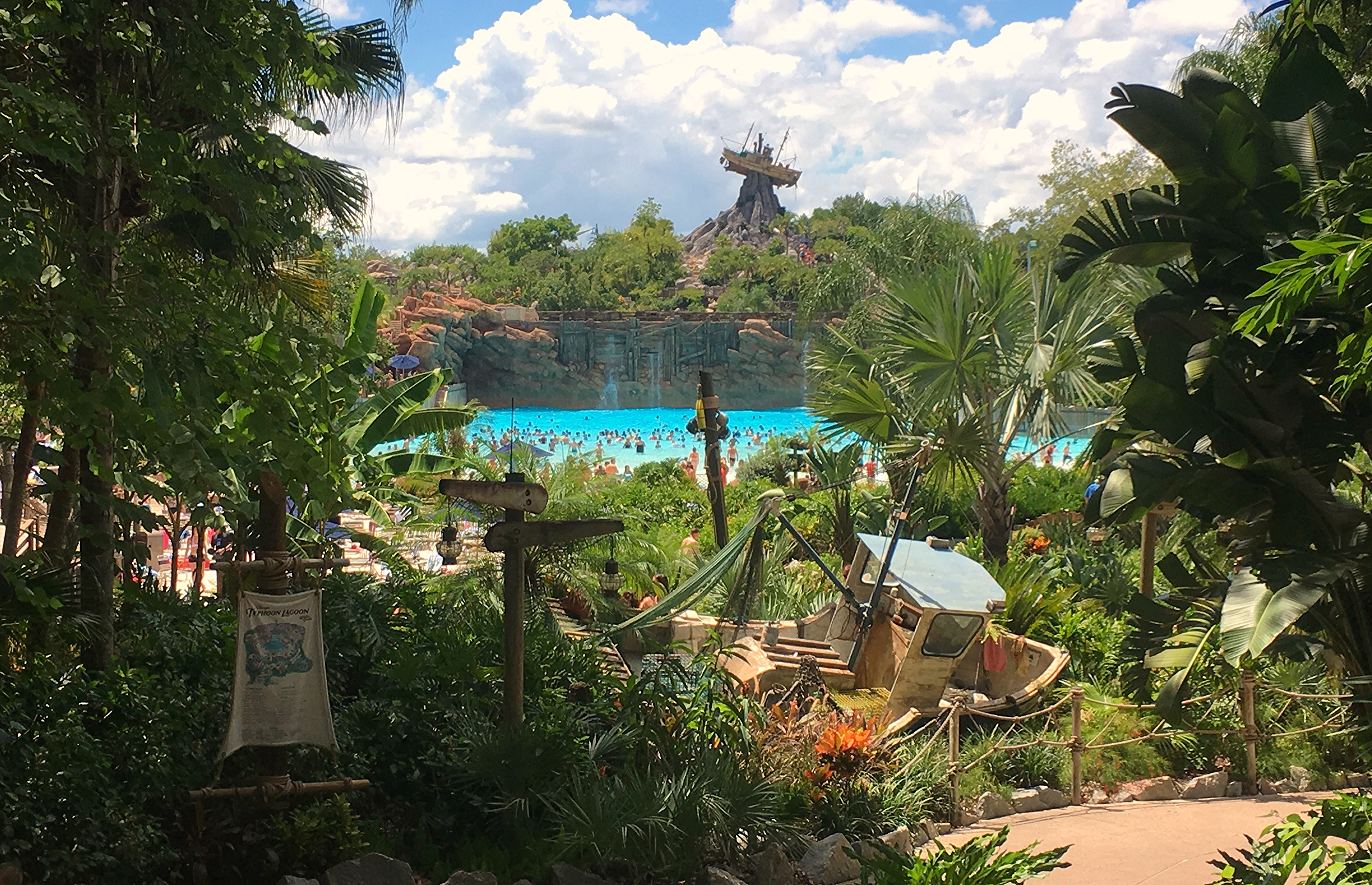
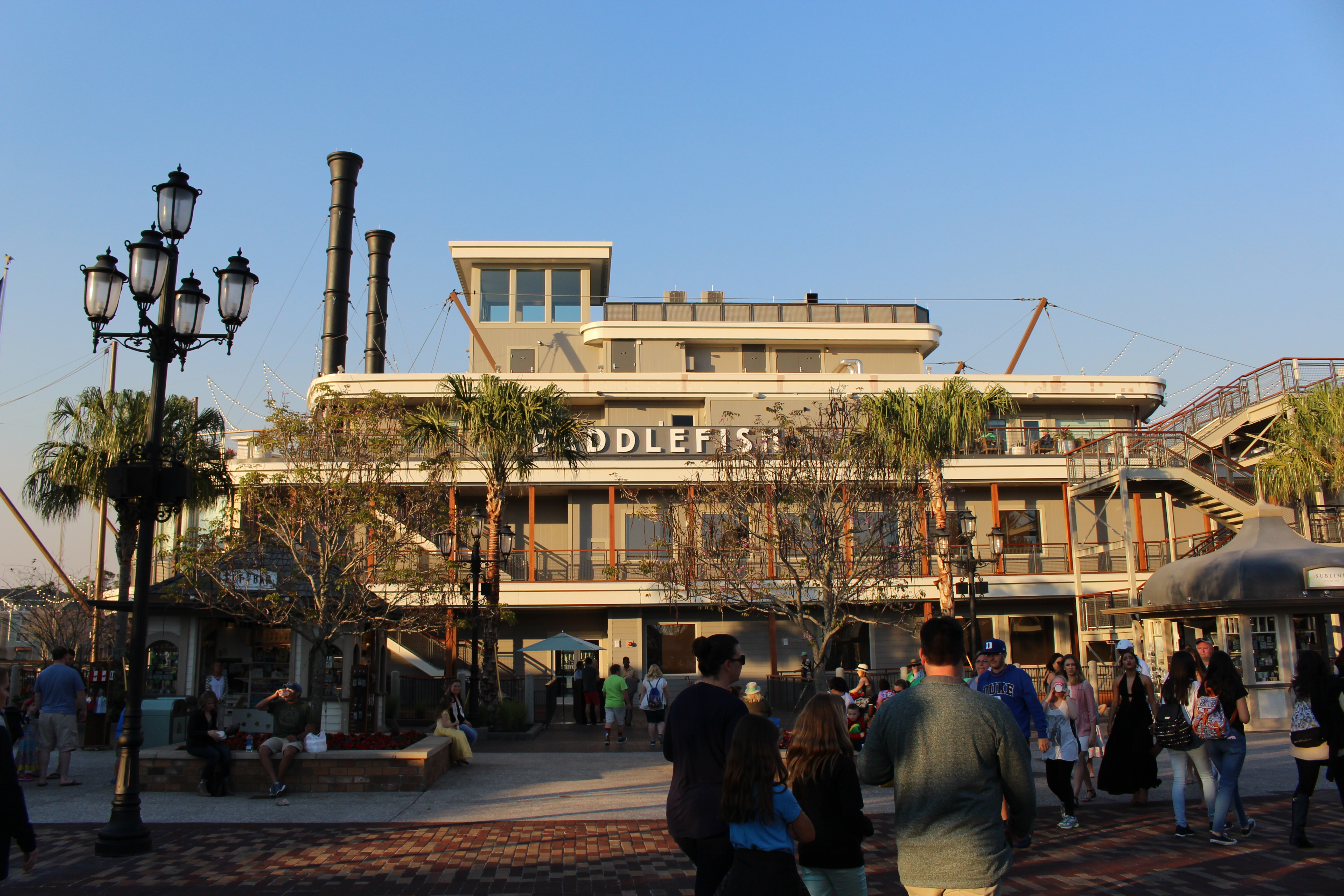